# DR-Baureihe 99.77–79
Die Fahrzeuge der Baureihe 99.77–79 sind schmalspurige Tenderlokomotiven der Deutschen Reichsbahn für 750 mm Spurweite, die von 1952 bis 1956 insbesondere für die Schmalspurbahnen in Sachsen gebaut worden sind. Sie gleichen in ihren Parametern weitgehend den von 1928 bis 1933 gebauten Einheitslokomotiven der Baureihe 99.73–76. Von den 26 gebauten Lokomotiven sind heute noch 22 erhalten.
Zusammen mit den Einheitslokomotiven werden diese Lokomotiven in Fortführung der alten sächsischen Gattungsbezeichnungen häufig auch als Sächsische VII K bezeichnet. Formal ist diese Bezeichnung nicht richtig, da sie nicht mehr von den Sächsischen Staatseisenbahnen beschafft wurden.

## Geschichte

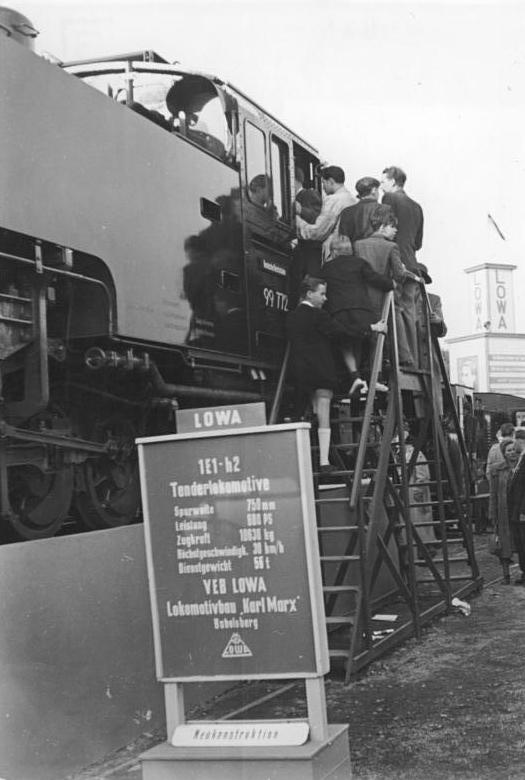
Lokomotive 99 772 als Exponat auf der Leipziger Messe, 1952

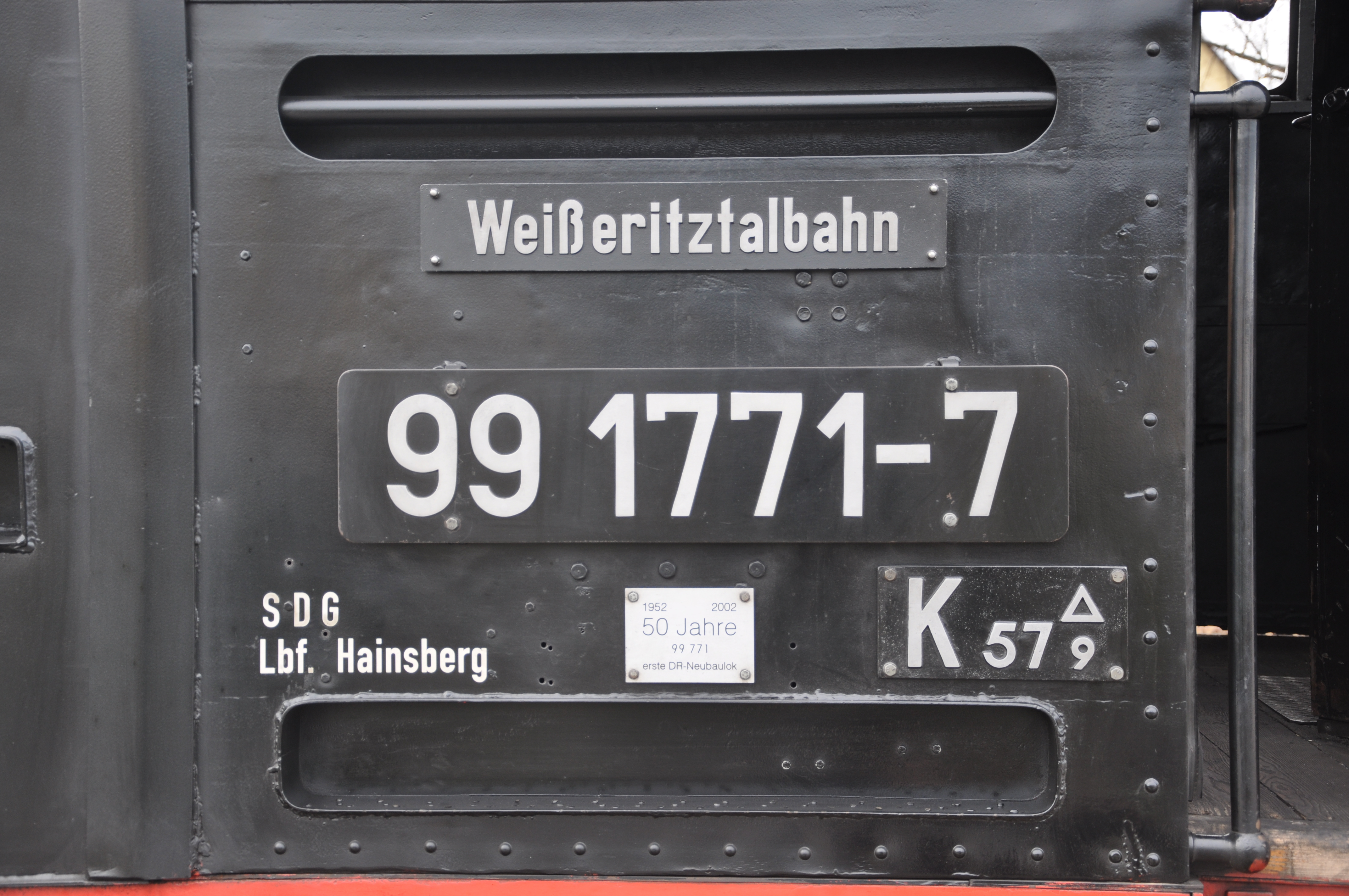
Eine Plakette weist die Lokomotive 99 771 als erstgebaute Lokomotive des DR-Neubauprogramms aus, 2015

Den Zweiten Weltkrieg hatten die Schmalspurbahnen auf dem Gebiet der späteren DDR ohne nennenswerte Schäden überstanden, nur einige Strecken wurden als Reparationsleistung abgebaut. Allerdings mangelte es insbesondere bei den Sächsischen Schmalspurbahnen an leistungsfähigen Maschinen. Einerseits waren mehr als 20 Lokomotiven der Baureihen 99.51–60, 99.61 und 99.64–71 durch Kriegseinsätze verloren gegangen, andererseits ließ die SMAD weitere 30 Maschinen der Baureihen 99.51–60, 99.64–71 und 99.73–76 als Reparationsleistung für die UdSSR beschlagnahmen und nach Osten abtransportieren. Vor allem die teilweise nicht einmal 20 Jahre alten Loks der Baureihe 99.64–71 und 99.73–76 stellten einen enormen Verlust dar, waren diese doch die modernsten der 750-mm-Schmalspurbahnen.
Verschlimmert wurde die Situation durch die Aufnahme des Uranbergbaus im Erzgebirge durch die Wismut AG, wodurch auf den Strecken Cranzahl–Kurort Oberwiesenthal, Grünstädtel–Oberrittersgrün, Schönfeld-Wiesa–Meinersdorf und Wilischthal–Thum die Beförderungsleistungen erheblich gestiegen waren. Aber auch auf den anderen Schmalspurstrecken stieg der Verkehr nach dem Zweiten Weltkrieg an. Hinzu kam der Mangel an Steinkohle, sodass auf Braunkohlenfeuerung umgestellt werden musste. Dies brachte einige Nachteile mit sich, da die vorhandenen Lokomotiven nicht dafür ausgelegt waren.
So wurde 1950 der VEB Lokomotivbau Karl Marx mit der Entwicklung einer neuen Lokomotive beauftragt. Konstruktive Basis waren die in den 1920er Jahren konstruierten Einheitslokomotiven der Baureihe 99.73–76, die sich bewährt hatten. Unterschiede bestehen im Wesentlichen nur im vergrößerten Fassungsvermögen des Kohlekastens und der Bauart des Rahmens. Statt der Barrenrahmen erhielten die Neubaulokomotiven geschweißte Blechrahmen. Die äußerlichen Unterschiede beschränken sich auf das nun vollständig geschlossene Führerhaus und den fehlenden Knorr-Oberflächenvorwärmer vor dem Schornstein.
Von 1952 bis 1957 wurden insgesamt 24 Lokomotiven an die Deutsche Reichsbahn geliefert. Sie erhielten die Betriebsnummern 99 771 bis 99 794. Die Lokomotiven wurden in den Bahnbetriebswerken Thum, Wilsdruff und Meiningen (Trusebahn) beheimatet. Zwei weitere Loks wurden an den VEB Mansfeld Kombinat „Wilhelm Pieck“ (MKWP) geliefert.
Bereits zu Beginn der 1980er Jahre stiegen die Reparatur- und Unterhaltungskosten der Neubaulokomotiven stark an, Ursache war der Verschleiß der unterdimensionierten Blechrahmen und Schäden am Dampfkessel. Zunächst war – nur gerüchteweise – die Beschaffung von 30 rumänischen Diesellokomotiven geplant, zudem wären durch die geplante Stilllegung der Zittauer Schmalspurbahn im Zuge der Ausweitung der Braunkohlenförderung im Lausitzer Braunkohlerevier weitere Einheitslokomotiven frei geworden, die die Maschinen der Baureihe 99.77–79 hätten ersetzen können. Da der Bedarf an Maschinen weiter rückläufig war, unter anderem durch die Umspurung des Reststücks des Thumer Netzes von Schönfeld-Wiesa zur Papierfabrik Schönfeld 1985, konnten Ende der 1980er Jahre mehrere besonders stark verschlissene Maschinen abgestellt werden.
Durch die Wende in der DDR wurden derartige Pläne gestoppt. Zwar gingen die Beförderungsleistungen im Güterverkehr stark zurück, aber da die Zittauer Schmalspurbahn weiter betrieben und der Kauf von Diesellokomotiven aus rumänischer Produktion durch die dortigen Veränderungen nicht mehr möglich war, drohte der DR in Zukunft ein Lokmangel. Durch den Verkehrsrückgang besaßen die zuständigen Reichsbahnausbesserungswerke Meiningen und Görlitz jedoch genügend Möglichkeiten zur grundlegenden Reparatur der Maschinen. Neben den Kesseln sollten dabei auch die Blechrahmen erneuert werden. Im Grunde kam die Erneuerung einem Neubau gleich. Noch 1990 wurde in Meiningen mit dem Bau der ersten neuen Kessel nach den nur in kleinen Details veränderten Bauplänen der zweiteiligen Kessel von 1956 begonnen. Grundlegende Konstruktionsschwächen wie der Blechrahmen wurden bei der Generalreparatur aber unverändert gelassen. Zuerst wurden dabei die abgestellten sowie weitere stark abgenutzte Maschinen für ca. sieben Mio. DM repariert; insgesamt wurden 1991/92 14 Maschinen mit neuen Kesseln und Rahmen ausgestattet.

## Technische Merkmale

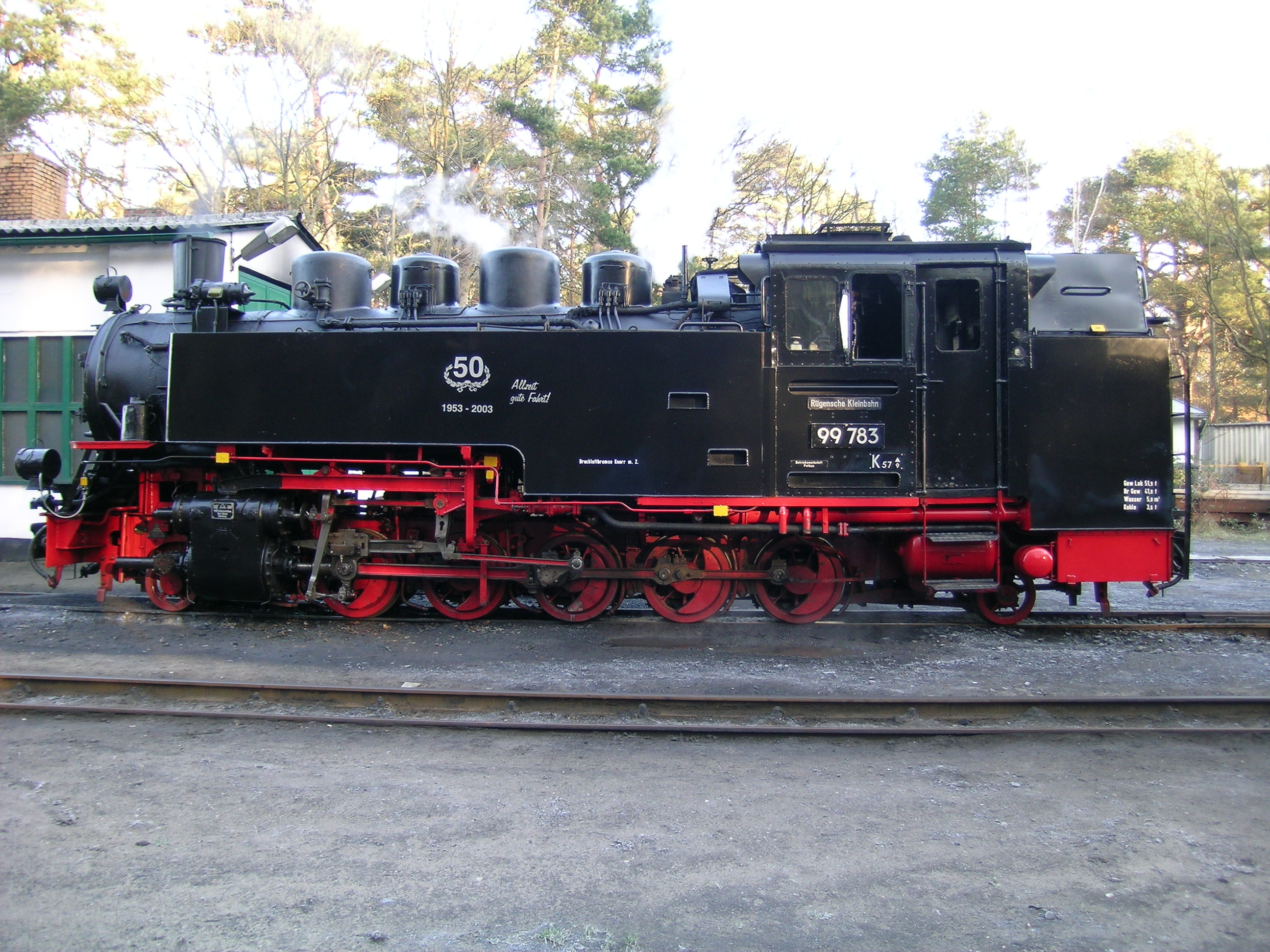
Deutlich sind auf der 99 783 die vier Dome auf dem Kessel zu erkennen

Entsprechend den damals modernen Baugrundsätzen sind die Lokomotiven komplette Schweißkonstruktionen. Äußerlich auffällige Unterschiede zur Vorgängerbaureihe 99.73–76 sind der fehlende Vorwärmer mit Kolbenspeisepumpe und die den Führerstand vollständig abschließenden hohen Türen.

### Kessel
Der Langkessel des 9,7 t schweren, aus Stahl gefertigten Dampflokomotivkessels ist aus einem Schuss (d. h. einem Stück) geschweißt. Nur bei den 1956 hergestellten Maschinen wurden zwei Schüsse verwendet. Auf dem für 14 bar Druck zugelassenen Kessel mit 1400 mm Durchmesser und 13 mm Wandstärke sitzt hinter dem Schornstein der Speisedom, es folgt ein Sanddom, danach der Dampfdom und schließlich ein weiterer Sanddom.
Als Speiseeinrichtung sind zwei saugende Dampfstrahlpumpen vorhanden. Für den Braunkohleeinsatz wurde die Rostfläche gegenüber der Einheitslok vergrößert.

### Rahmen und Fahrwerk
Im Unterschied zur Baureihe 99.73–76 mussten für die DR-Baureihe 99.77–79 30 mm starke Blechrahmen verwendet werden, wie sie bereits bei den Kriegslokomotiven der Baureihe 52 eingesetzt wurden. Der Lokomotivbau Karl Marx Babelsberg hatte die zur Bearbeitung der Barrenrahmen erforderliche Fräsmaschine als Reparationsleistung an die Sowjetunion verloren und daher konstruktiv keine Alternative.
Wie auch bei den Einheitslokomotiven ist die dritte Kuppelachse die Treibachse, und die Laufachsen werden in Bisselgestellen mit ± 120 mm Seitenverschiebbarkeit geführt. Die erste, dritte und fünfte Kuppelachse sind fest im Rahmen gelagert, die zweite und vierte Kuppelachse sind ± 24 mm seitenverschiebbar und die Treibachse ist spurkranzlos. Daraus ergibt sich ein fester Achsstand von 4000 mm.
Die Lokomotiven erhielten Kupplungsaufnahmen mit schwenkbaren und höhenbeweglichen Schäften in vergleichbarer Bauart wie die Vorgängerbauart 99 73–76. Die Scharfenbergkuppkungsköpfe sind ebenfalls gegen Trichterkupplungsköpfe tauschbar. Bei den nach Rügen abgegebenen Maschinen wurde die Beweglichkeit der Kupplungsschäfte durch Anschläge begrenzt, außerdem erhielten die Lokomotiven Ausgleichskupplungen.

### Sonstiges
Die Fahrzeuge führen max. 5,8 m³ Wasser und 3,6 Tonnen Kohle bzw. 2700 Liter leichtes Heizöl mit. Unterschiedlich sind die Lichtmaschinen. Die Maschinen auf Rügen sind mit Einheitsturbogeneratoren mit 0,5 kW Leistung ausgerüstet. In Sachsen, wo die gesamte Energie für den Wagenzug von der Lok erzeugt wird, werden deutlich größere Lichtmaschinen mit einer Leistung von 10 kW verwendet.
Die 99 787 wurde in den 1990er Jahren als Versuchsträger mit einer Ölhauptfeuerung ausgerüstet. Zwar bewährte sich die Maschine im Einsatz, wegen der Brennstoffkosten wurde die Ölfeuerung aber nach einigen Jahren wieder ausgebaut. Im Jahr 2022 wurde die 99 787 nach einigen Jahren Abstellung zum erneuten Einbau einer Leichtölfeuerung ausgewählt. Die schweizerische DLM hat die Lok als Versuchsträger mit einer modernen Leichtölfeuerung ausgestattet. Die Wiederinbetriebnahme ist mit dem Beginn der Probefahrten am 30. Januar 2024 erfolgt.

## Einsatz
Die ersten Einsatzgebiete waren die Strecken Schönfeld-Wiesa–Thum–Meinersdorf und Wilischthal–Thum, die Strecke Cranzahl–Kurort Oberwiesenthal (Fichtelbergbahn) und die Strecke Freital-Hainsberg–Kurort Kipsdorf (Weißeritztalbahn). Einige Lokomotiven wurden auch in Thüringen bei der Trusebahn beheimatet.
Nach der Stilllegung des Thumer Netzes Anfang der 1970er Jahre kamen die Lokomotiven auch auf der Lößnitzgrundbahn (Radebeul Ost–Radeburg) zum Einsatz. Erst in den 1980er Jahren gelangten einige Lokomotiven zur Rügenschen Schmalspurbahn und zum Zittauer Netz, um dem dortigen Lokmangel abzuhelfen.
Heute gehören 15 Lokomotiven zur Sächsischen Dampfeisenbahngesellschaft (SDG) und sind – soweit betriebsfähig – auf den Strecken Cranzahl–Oberwiesenthal, Freital-Hainsberg–Kipsdorf und Radebeul–Radeburg im Einsatz. Vier Lokomotiven gehören zur Rügenschen Bäderbahn. 
Eine Lok ist 2001 zur Museumsbahn Warthausen–Ochsenhausen (Öchsle) nach Baden-Württemberg verkauft worden und fährt heute dort. 
Die Sächsisch-Oberlausitzer Eisenbahngesellschaft (SOEG) besitzt eine Lokomotive. 
Im Bahnhof Radebeul Ost steht die ausgemusterte Lokomotive 99 791 vor dem Zug mit den historischen Wagen des Verkehrsmuseums Dresden.

## Lokomotivliste
Stand: 11. August 2020
| Betriebsnummer | Bild | Eigentümer     | Standort          | Anmerkungen |
| -------------- | ---- | -------------- | ----------------- | --- |
| 99 771         |      | SDG            | Kipsdorf          | abgestellt |
| 99 772         |      | SDG            | Oberwiesenthal    | abgestellt |
| 99 773         |      | SDG            | Oberwiesenthal    | betriebsfähig |
| 99 774         |      | –              | –                 | 1976 wegen Rahmenschäden ausgemustert; letzter Einsatzort: Thum                                                                    |
| 99 775         |      | SDG            | Radebeul Ost      | Kulturdenkmal der Stadt Radebeul, Hauptuntersuchung                                                                                |
| 99 776         |      | SDG            | Oberwiesenthal    | abgestellt |
| 99 777         |      | SDG            | Kipsdorf          | abgestellt |
| 99 778         |      | SDG            | Nossen            | Kulturdenkmal der Stadt Radebeul, nicht betriebsfähig, Dauerleihgabe als Museumsexponat an IG Dampflok Nossen e. V.                |
| 99 779         |      | SDG            | Radebeul Ost      | Kulturdenkmal der Stadt Radebeul, abgestellt                                                                                       |
| 99 780         |      | SDG            | Dippoldiswalde    | abgestellt |
| 99 781         |      | RüBB           | Putbus            | abgestellt |
| 99 782         |      | RüBB           | Putbus            | betriebsfähig |
| 99 783         |      | RüBB           | Putbus            | betriebsfähig |
| 99 784         |      | RüBB           | Putbus            | betriebsfähig |
| 99 785         |      | SDG            | Oberwiesenthal    | nicht betriebsfähig |
| 99 786         |      | SDG            | Cranzahl          | abgestellt |
| 99 787         |      | SOEG           | Zittau            | betriebsfähig |
| 99 788         |      | Öchsle Bahn AG | Warthausen        | betriebsfähig |
| 99 789         |      | SDG            | Radebeul Ost      | abgestellt |
| 99 790         |      | SDG            | Freital-Hainsberg | Denkmal |
| 99 791         |      | TRR e. V.      | Radebeul          | Kulturdenkmal der Stadt Radebeul, nicht betriebsfähiges Exponat am Schmalspurbahnmuseum Radebeul                                   |
| 99 792         |      | –              | –                 | 1972 in Thum ausgemustert, am 31. Mai 1973 an Schuhfabrik „Panther“ in Ehrenfriedersdorf als Heizlokomotive verkauft, 1985 zerlegt |
| 99 793         |      | SDG            | Kipsdorf          | Kulturdenkmal der Stadt Radebeul, abgestellt                                                                                       |
| 99 794         |      | SDG            | Oberwiesenthal    | betriebsfähig |
| 12 „Patriot“   |      | –              | Mansfeld          | verschrottet |
| 13 „Pionier“   |      | –              | Mansfeld          | verschrottet |